# Pain Killer
Pain Killer es el sexto álbum de estudio de grupo de música country estadounidense Little Big Town. Fue lanzado el 21 de octubre de 2014, a través de Capitol Nashville. Little Big Town coescribió ocho de trece canciones del álbum. Pain Killer fue producido por Jay Joyce.

## Lista de canciones
Listado de las canciones del álbum fue anunciado el 14 de julio.

| N.º | Título                         | Escritor(es)                                                        | Lead vocals         | Duración |  |
| 1.  | «Quit Breaking Up with Me»     | busbee Natalie Hemby Shane McAnally                                 | Fairchild Schlapman | 3:24     |  |
| 2.  | «Day Drinking»                 | Karen Fairchild Jimi Westbrook Phillip Sweet Troy Verges Barry Dean | Fairchild           | 2:58     |  |
| 3.  | «Tumble and Fall»              | Fairchild Kimberly Schlapman Lori McKenna Liz Rose Hillary Lindsey  | Westbrook           | 4:41     |  |
| 4.  | «Pain Killer»                  | Fairchild Westbrook Blair Daly Lindsey                              | Fairchild           | 3:11     |  |
| 5.  | «Girl Crush»                   | McKenna Rose Lindsey                                                | Fairchild           | 3:13     |  |
| 6.  | «Faster Gun»                   | Jeremy Spillman Ryan Tyndell Westbrook Sweet                        | Sweet Westbrook     | 4:10     |  |
| 7.  | «Good People»                  | Jay Joyce Hemby Spillman                                            | Schlapman           | 3:41     |  |
| 8.  | «Stay All Night»               | Westbrook Sweet Brent Cobb Jason Saenz                              | Sweet Westbrook     | 2:45     |  |
| 9.  | «Save Your Sin»                | McKenna Rose Lindsey                                                | Schlapman           | 2:46     |  |
| 10. | «Live Forever»                 | Fairchild Westbrook Sweet Schlapman Spillman Tyndell                | Sweet               | 4:14     |  |
| 11. | «Things You Don't Think About» | Hemby McAnally Ross Copperman                                       | Fairchild           | 3:36     |  |
| 12. | «Turn the Lights On»           | Fairchild Westbrook Sweet Schlapman Hemby Joyce Spillman            | Fairchild           | 4:08     |  |
| 13. | «Silver and Gold»              | Jedd Hughes Joyce Schlapman Fairchild                               | Westbrook           | 3:33     |  |

## Posicionamiento en listas

### Listas semanales
| Listas (2014)                       | Mejor posición |
| ----------------------------------- | -------------- |
| Estados Unidos (Billboard 200)      | 7              |
| Estados Unidos (Top Country Albums) | 3              |

### Posición fin de año
| Listas (2014)                     | Posición |
| --------------------------------- | -------- |
| US Top Country Albums (Billboard) | 54       |